# Пера-ду-Мосу
Пера-ду-Мосу (порт. Pêra do Moço) — район (фрегезия) в Португалии, входит в округ Гуарда. Является составной частью муниципалитета Гуарда. По старому административному делению входил в провинцию Бейра-Алта. Входит в экономико-статистический субрегион Бейра-Интериор-Норте, который входит в Центральный регион. Население составляет 833 человека на 2001 год. Занимает площадь 20,80 км².